# Station Beaulieu-sur-Mer
Station Beaulieu-sur-Mer is een spoorwegstation in de Franse gemeente Beaulieu-sur-Mer.